# Sòcrates (poeta)
Sòcrates  (en llatí Socrates, en grec Σωκράτης) va ser un poeta epigramàtic del que no se sap res excepte que un dels seus epigrames es va incloure a l'Antologia grega. L'epigrama que es conserva parla sobre problemes aritmètics. És esmentat una sola vegada per Diògenes Laerci.